# 京葉市川パーキングエリア
京葉市川パーキングエリア（けいよういちかわパーキングエリア）は、千葉県市川市田尻にある京葉道路のパーキングエリアである。
下り線のみのパーキングエリアとなり、本線からはランプ橋で本線を跨いで連絡する構造である。上り線については原木IC - 船橋TB間（市川市二俣565-2他）に設置される予定で、2026年度供用開始予定である。
なお、東京外環自動車道から京葉JCTを利用して京葉道路に流入した際には当パーキングエリアは利用できない。
本稿ではかつての鬼高パーキングエリア（おにたかパーキングエリア）についても記述する。

## 道路
- E14 京葉道路

## 施設
地上3階建ての構造であり、下り線駐車場とコンビニエンスストアが3階、トイレと松屋が2階である。1階には上り線に直結して千葉県警察高速道路交通警察隊市川分駐隊が置かれている。

### 下り線（千葉方面）
- 駐車場[4]
  - 大型車 24台
  - 小型車 94台
  - 身障者用 2台
  - トレーラー 1台
- トイレ[4]
  - 男性（小）14基、（大）11基（和式2・洋式9）
  - 女性 31基（和式2・洋式29）
  - 多機能 1基
  - 家族トイレ 2基
- コンビニエンスストア「デイリーヤマザキ」（24時間）[4]
  - ATM「イーネット」（千葉銀行管理）
- 松屋（24時間）[4]

## 鬼高パーキングエリア
鬼高パーキングエリア（おにたかパングエリア）は、千葉県市川市の京葉道路にかつて存在したパーキングエリアである。日本初のパーキングエリアである（なお、日本初のサービスエリアは大津サービスエリアである）。
東京外環自動車道との接続点である京葉ジャンクションの用地確保に伴い2012年3月31日をもって廃止された。

### 施設
以下、2012年閉鎖前の状況を記す。
もともとこのパーキングエリアがあった部分には開業当初、料金所があった。京葉道路でもっとも東京寄りにある事もあり、パーキングエリアの規模に対して利用台数が多かったため、食事時間帯を中心に混雑は激しかった。
特に上り線では、本線への加速車線と市川IC(現:京葉市川IC)出口車線が近接している事でこれらの車両が交錯することに加え、パーキングエリア内に駐車できなかった車両が加速車線にまで駐車していることもあり、利用には注意が必要だった。
下り線側は、側道から徒歩での出入りが可能で、スナック等の施設を利用することができた。

#### 上り線（東京方面）
- 駐車場
  - 大型 : 25台
  - 小型 : 62台
  - 車椅子用 : 1台
- トイレ
  - 男性 : 大6器（和式4器・洋式2器）、小15器
  - 女性 : 16器（和式12器・洋式4器）
  - 車椅子用 : 1器
- スナック（6:00 - 23:00）
- ショッピング（6:00 - 23:00）
- 自動販売機

#### 下り線（千葉方面）
- 駐車場
  - 大型 : 21台
  - 小型 : 52台
  - 車椅子用 : 1台
- トイレ
  - 男性 : 大6器（和式4器・洋式2器）、小14器
  - 女性 : 14器（和式10器・洋式4器）
  - 車椅子用 : 1器
- スナック（5:00 - 22:00）
- ショッピング（5:00 - 22:00）
- 自動販売機

## 隣
E14 京葉道路
(1)篠崎IC - (1-1)京葉JCT - (2)京葉市川IC - 京葉市川PA（下り線のみ） - (3)原木IC